# گل افعی رسمی
گل افعی رسمی (نام علمی: Echium vulgare) یا بلووید گونه‌ای از گیاهان گلدار در تیره گاوزبانیان است. این گیاه بومی بیشتر مناطق اروپا و آسیای مرکزی و غربی است. و گونه‌ای معرفی شده در شمال شرقی آمریکای شمالی است.

## توصیف
گیاهی دو ساله یا پایای مونوکارپیک است که تا ارتفاع ۳۰ الی ۸۰ سانتیمتر رشد کرده و برگهایی زبر، کرک‌دار و نوک تیز دارد. گل‌ها ابتدا صورتی هستند سپس به رنگ آبی روشن درمی‌آیند و ۱۵ تا ۲۰ میلیمتر هستند و روی یک سنبله‌ای که به چند بخش منشعب شده قرار دارند و پرچمها همگی بیرون زده‌اند. رنگ گرده‌ها آبی است، اما رشته‌های پرچم در مقایسه با رنگ آبی گل به رنگ قرمز می‌مانند. این گیاه بین ماه مه و سپتامبر گل می‌دهد. آنها در علفزارهای خشک آهکی و بوته‌زارها، مکان‌های لخت و زباله‌ها در امتداد خطوط راه‌آهن و کنار جاده‌ها، روی صخره‌های ساحلی، تپه‌های شنی و توفال‌ها یافت می‌شوند.

## توزیع
این گیاه بومی اروپا و آسیای معتدل است. به آمریکای شمالی معرفی و آورده شده است و به بخشهایی از این قاره خو گرفته است. و در ایالت واشنگتن در لیست گونه‌های مهاجم قرار گرفته است.

## نگارخانه

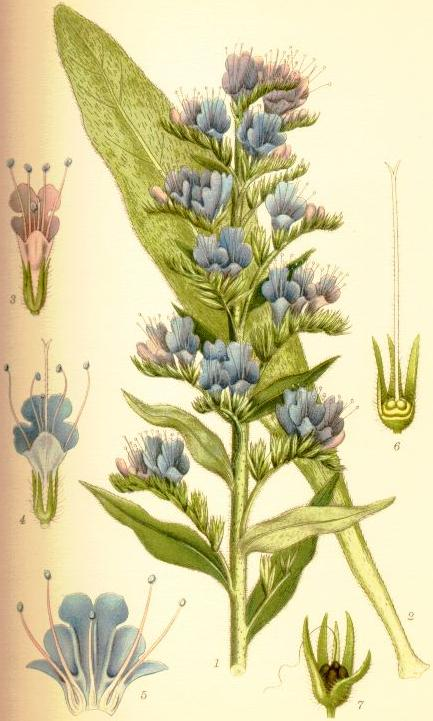
تصویر گل افعی رسمی
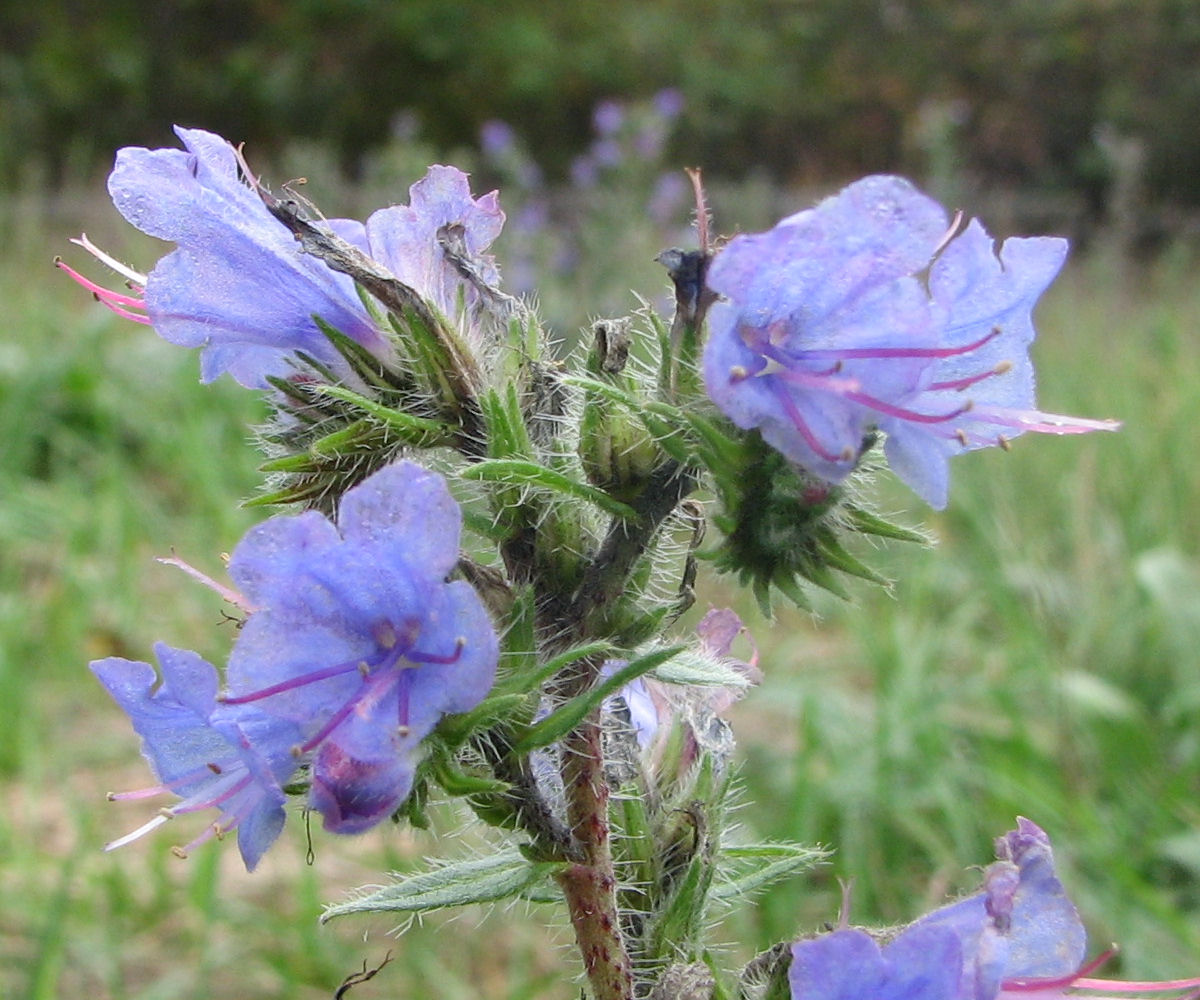
نمای نزدیک از گل
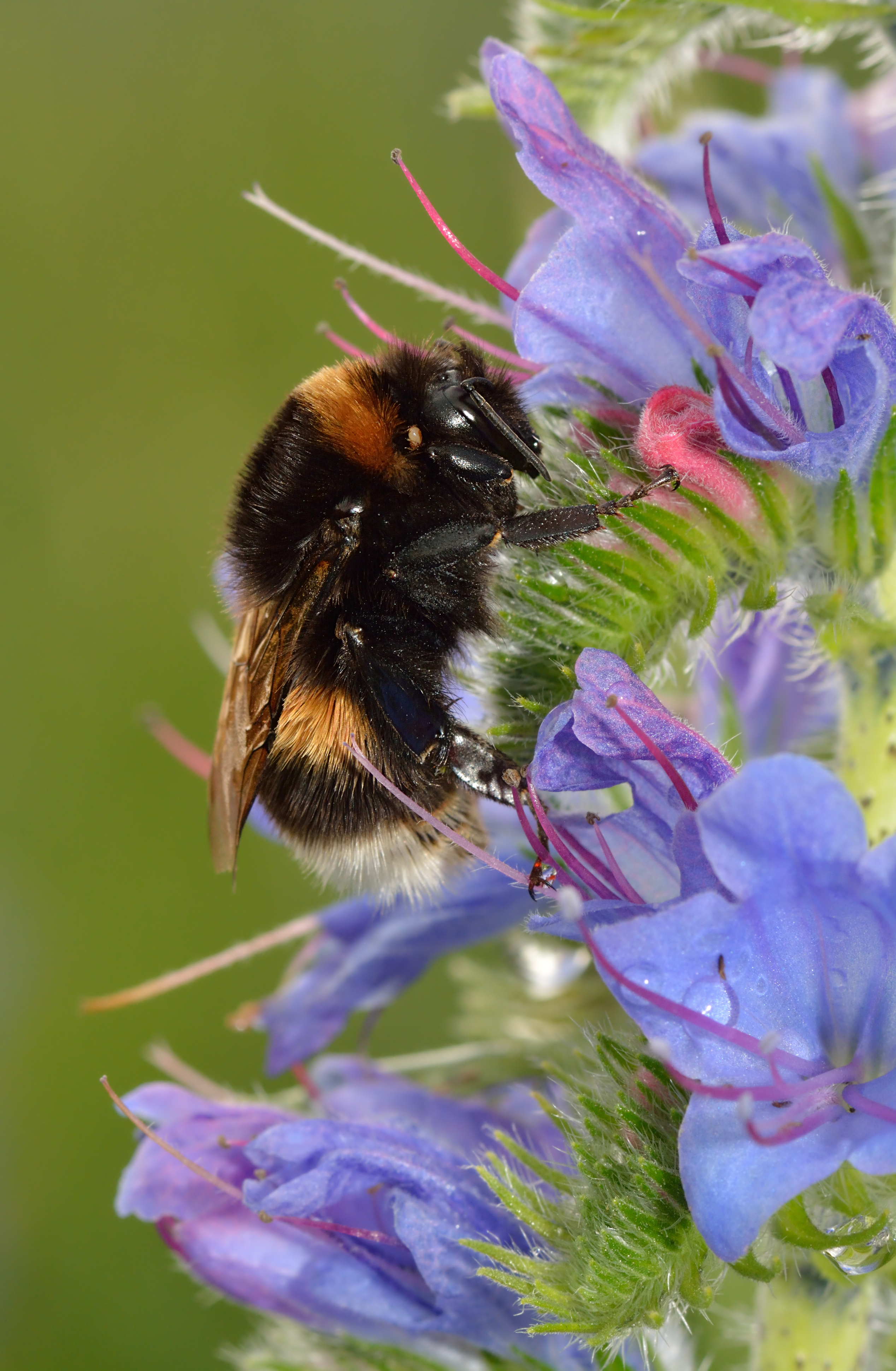
زنبور عسل دم-سفید روی گل افعی رسمی